# David Ulm
David Ulm, né le 30 juin 1984 à Wissembourg, est un joueur de football français. Il joue actuellement en deuxième division allemande, à l'Arminia Bielefeld.

## Carrière
David Ulm commence sa carrière en Alsace, tout d'abord à Seebach, puis au FCSR Haguenau. En 1998, il entre au centre de formation du Racing Club de Strasbourg. Dès l'âge de 16 ans, il évolue avec l'équipe réserve du club alsacien. Il y reste jusqu'en 2005, avant de partir au FC Mulhouse. 
En janvier 2007, David Ulm quitte le pays pour jouer en Allemagne, dans le club du Sportfreunde Siegen en troisième division. Faute de pouvoir s'y imposer, il s'engage au FSV Francfort un an plus tard. L'alsacien y trouve un temps de jeu conséquent et contribue à la remontée du club en 2.Bundesliga. Ulm fait sa première apparition en D2 allemande le 17 août 2008, face au Rot-Weiß Ahlen.
Lors de la saison 2014/15, David Ulm évolue pour l'Arminia Bielefeld, alors en troisième division allemande. Le club crée la surprise en se hissant en demi-finale de coupe d'Allemagne, éliminant trois clubs de Bundesliga, à savoir le Herta BSC (0-0 a.p., 4-2 t.a.b.), Brême (3-1) et Mönchengladbach (1-1 a.p., 6-5 t.a.b.) avant de perdre face à Wolfsburg (4-0), David Ulm rentrant en jeu lors des quatre matchs et inscrivant ses deux tirs au but.
De plus, il aidera Bielefeld à remporter la 3. Liga, permettant ainsi au club d'être promu en 2. Bundesliga (deuxième division allemande) à l'issue de la saison 2014/15. Dans la deuxième division allemande, David Ulm avait joué régulièrement, mais il n'appartenait pas toujours à la formation initiale. Après l'expiration de son contrat le 30 juin 2018, Ulm a quitté le DSC Arminia Bielefeld. Après son départ, il a mis fin à sa carrière de footballeur.

## Vie privée
David Ulm est marié et a 2 enfants.